# The Cobweb Hotel
The Cobweb Hotel é um curta-metragem americano de 1936 dirigido por Dave Fleischer e Max Fleischer e é um dos curtas-metragens que pertence à série de filmes Color Classics . Animado por David Tendlar e William Sturm Diz-se que o cenário é uma das mesas do Fleischer, que a aranha usou para abrir o falso hotel.

## Sinopse
Uma aranha atraí um casal de moscas para o seu hotel, onde, existem várias moscas presas sobre teias da aranha que ao final é derrotada pelas moscas que são libertas pelo casal que se casa no final do episódio.

## Elenco
Jack Mercer (Aranha) Voz de personagens famosos como Popeye e do Gato Félix. 
Mae Questel (Moscas) Atriz conhecida por vozes de personagens famosos como Betty Boop, Olivia Palito e outros.